# Szemu’el Rabinowic
Szemu’el Rabinowic (ur. 4 kwietnia 1970 w Jerozolimie) – izraelski rabin odpowiedzialny za opiekę nad Ścianą Płaczu. Wśród jego obowiązków jest doglądanie, czy karteczki z modlitwą umieszczone w Ścianie są prawidłowo usuwane. Zgodnie z tradycją, umieszczone w Ścianie Płaczu modlitwy usuwane są jedynie dwa razy do roku: w wigilię Święta Paschy i żydowskiego nowego roku. Są wtedy umieszczane w specjalnym miejscu by ukryć je przed ludzkimi oczyma. Innym jego obowiązkiem jest czuwanie nad porządkiem ruchu przed Ścianą Płaczu oraz doglądanie, czy pielgrzymi mają stosowny ubiór i nie robią zdjęć w czasie żydowskich świąt.